# 大磯町立国府小学校
大磯町立国府小学校（おおいそちょうりつ こくふしょうがっこう）は、神奈川県中郡大磯町月京にある公立小学校。

## 沿革
- 1873年（明治6年）6月4日 - 生沢東昌寺に「思文館」開校[1]。
- 1879年（明治12年） - 「生沢学校」に改称[1]。
- 1892年（明治25年） - 「国府小学校」に改称[1]。
- 1923年（大正12年） - 「国府尋常高等小学校」に改称[1]。
- 1941年（昭和16年） - 「国府村国民学校」に改称[1]。
- 1947年（昭和22年） - 「国府村立国府小学校」に改称[1]。
- 1952年（昭和27年） - 町制施行により、「国府町立国府小学校」に改称[1]。
- 1954年（昭和29年） - 大磯町との合併により、「大磯町立国府小学校」に改称[1]。
- 1973年（昭和48年） - 開校100周年記念式典挙行、タイムカプセル、岩石園設置[1]。